# Sezon (tom poetycki)
Sezon : piosenki – debiutancki tom poetycki Rafała Wojaczka wydany w 1969 w Krakowie przez Wydawnictwo Literackie.
Choć był to pierwszy zbiór poezji młodego twórcy, został znakomicie przyjęty przez krytykę i stał się dla niego początkiem literackiej kariery, przerwanej nagle przez jego samobójczą śmierć w 1971. Zawarte w nim liryki, podobnie jak cała twórczość Wojaczka, cechuje wulgarne słownictwo i drastyczne obrazowanie, ukazujące egzystencjalne przemyślenia i próbę zmierzenia się z własną cielesnością i tożsamością. Rafał Wojaczek wraz z Andrzejem Bursą, Edwardem Stachurą i Kazimierzem Ratoniem, zaliczany jest do grona polskich poetów wyklętych.

## Wiersze
- Mit rodzinny
- Erotyk
- ••• (dla Ciebie piszę miłość)
- Martwy sezon
- Nasza pani
- Która zmęczona śpi
- ••• (Ludzie kładą się spać)
- Mówię do ciebie cicho
- Okno (Głowa jest zimna Gwiazda chłodzi przełyk...)
- Gwiazda przeciekła do stóp...
- Kochanka powieszonego
- ••• (Boję się ciebie, ślepy wierszu...)
- On
- Pewna sytuacja
- Piszę wiersz
- Sezon
- Nigdy nie otwierać okna
- ••• (znów Cię widzę żywą...)
- Damski klub
- Ptak, o którym trochę wiem
- Dobranoc
- Trzeba było rozstrzelać poetę
- ••• (Uspokój się, mój śnie, jej nie ma...)
- Ja: Kafka
- Żydówka
- Imię i ciało
- Ona mówi, że ją miłość boli
- Mojej bolesnej
- Umiem być ciszą
- Źrenica
- Rozstanie
- Gwiazda (I znów jesteś bogatsza ode mnie — o tę śmierć...)
- Ekloga (Nie patrz wciąż w okno...)
- Prolegomena do innej bajki
- List do Królowej Polski
- List spod celi
- List spod celi II
- Antyczne
- Pod ścianą
- Piosenka bohaterów
- Wspomnienie
- Urywek
- Pierwsza gwiazda
- Katalog
- Wybrzeże
- Martwy język